# Cussonia spicata
Cussonia spicata és un arbre de la família Araliaceae, natiu del sud i orient d'Àfrica que habita en terrenys oberts, afloraments rocosos, pastures montanes i entre matolls de falgueres, fins als 2.500 msnm. Apareix naturalment en zones humides de l'Àfrica del Sud, des de la zona del Cap fins prop de la zona tropical. No tolera les gelades ni temperatures baixes. Cussonia spicata va ser descrita per Carl Peter Thunberg i publicada a Nova Acta Regiae Societatis Scientiarum Upsaliensis 3: 212, t. 13. 1780.

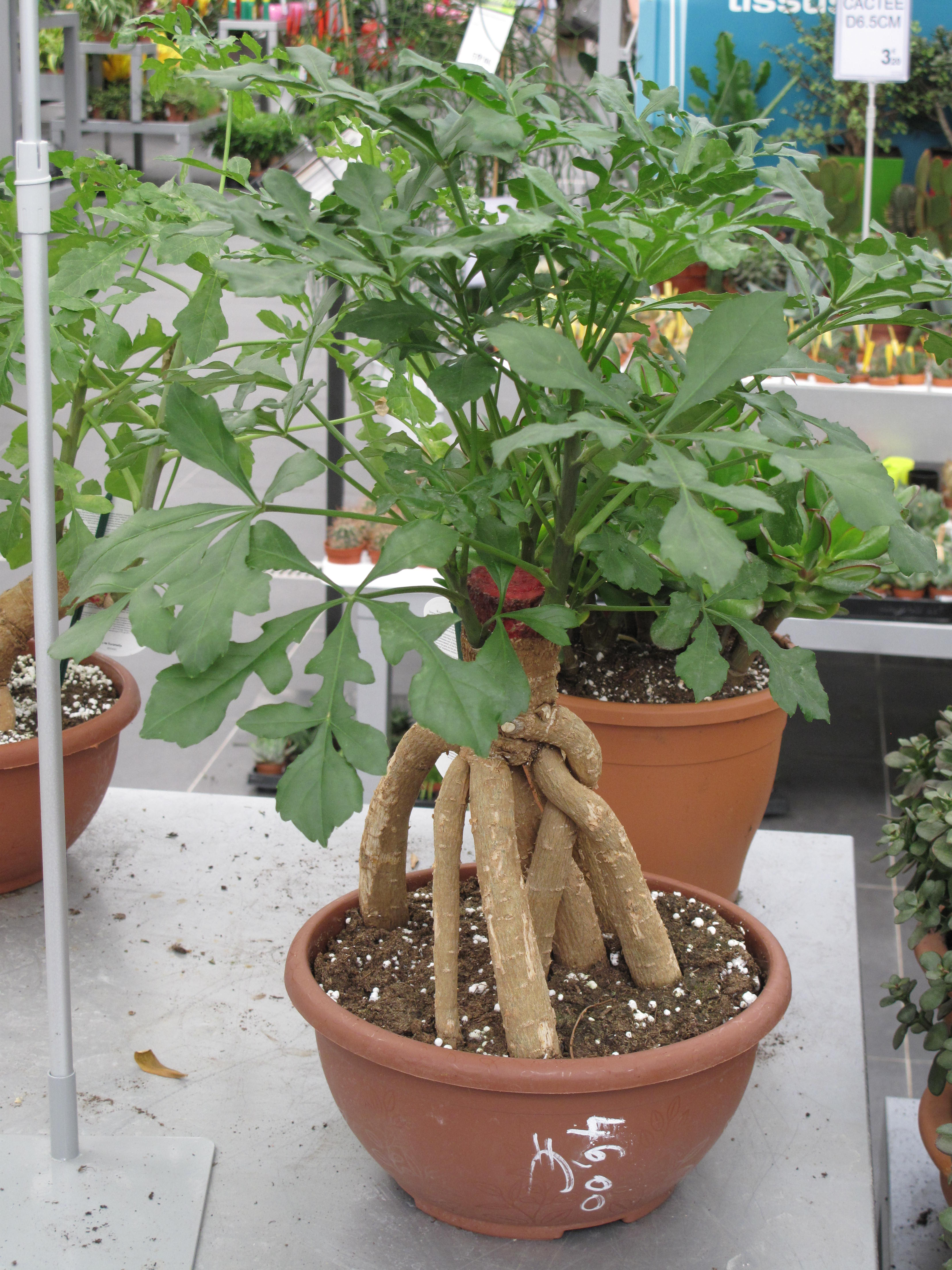
Vista de la planta

## Morfologia
Arriba fins als 15 m d'alçada. El tronc és molt gruixut i amb l'escorça de suro gris. És un arbre molt original per la inusual forma de les fulles i branques que poden ramificar-se radialment donant fins a un nombre de 15 branques al voltant de la branca principal. Fulles perennes, de fins a 70 cm de longitud, palmejades digitades, amb 5 a 9 folíols de 30 a 35 cm de llarg cadascun. Tenen un pecíol llarg, de 35 a 40 centímetres, sovint lobulat, que pot fer pensar que és la mateixa fulla. Flors petites de color verd groguenc, disposades de manera atapeïda en umbel·les de 8 a 12 espigues grosses i denses, de 5 a 15 cm de longitud. Fruits arrodonits o angulosos amb 4 a 6 mm de diàmetre, de color marró i al madurar porpra. L'escorça suberificada la protegeix dels depredadors i dels incendis.

## Usos
Ha estat utilitzat en la medicina tradicional africana, que li atribueix diverses propietats que estan sent investigades. Les fulles són usades per a alleujar la indigestió; la decocció de l'escorça i l'arrel macerada s'utilitzen en el tractament de la malària. Una decocció de l'arrel s'usa per a tractar la febre, les malalties venèries i com a diürètic i laxant.